# ECAM Louis de Broglie
Pour les articles homonymes, voir Louis de Broglie et Broglie.
L'ECAM Louis de Broglie est une écoles d'ingénieurs françaises.

## Statuts et objectifs

### Statuts
L'ECAM est une association loi de 1901.

### Domaines de recherche
La recherche à l'ECAM est axée autour de deux domaines :
- surfaces et interfaces fonctionnelles des matériaux, et internet des objets ;
- internet des objets et objets connectés[2].

Plusieurs projets de recherche y sont menés en lien avec des besoins industriels, comme en 2024, le projet Alpha (une solution d’automatisation du transport de bagages dans les aéroports par une flotte de véhicules autonomes),, ou PRACTI-SEAS en 2016 (développement d'une plateforme radio logicielle dédiée aux communications numériques dans le domaine maritime).

## Historique

### Création
L'école est créée en 1991 sous le nom d'École Louis-de-Broglie par Jean Robieux.

### Groupe ECAM
L'école rejoint le groupe ECAM en 2004 et devient ECAM Rennes - Louis de Broglie à partie de la rentrée 2008.

### FESIC
L'école est membre de la FESIC et de la Conférence des grandes écoles, et propose une formation pluridisciplinaire en matériaux, robotique, génie industriel, informatique, réseaux et télécommunications, génie électrique et automatismes, et en génie mécanique et énergétique.

### Qualification EESPIG
L'école obtient en 2016 la qualification EESPIG (Établissement d’Enseignement Supérieur Privé d’Intérêt Général) qui reconnait sa mission d’intérêt général et son but non lucratif.
Dans son rapport 2021, l'HCERES soulignait les efforts de l'école "ces dernières années pour structurer sa recherche autour d’un nombre restreint de thématiques."

### Normandie
En 2022, l'école se rapproche de la Région Normandie et de l'Agglomération du Cotentin pour un projet d'ouverture d'un nouveau campus à Cherbourg-en-Cotentin,.

### Diplômes d'ingénieur
L'école est accréditée à délivrer un diplôme d'ingénieur.

### Renommage
En 2024, le nom évolue pour devenir ECAM Louis de Broglie. 

## Formations
L'école propose trois diplômes reconnus par la CTI :
- diplôme d’ingénieur généraliste sous statut d'étudiant[22] ;
- diplôme d’ingénieur en génie industriel sous statut d'apprenti[23], en partenariat avec l'ITII Bretagne[24].
- diplôme d'ingénieur en systèmes numériques pour l'innovation industrielle[25] sous statut d'apprenti, en partenariat avec l'ITII Bretagne[24].

En plus des stages, différents projets axés sur l'entreprise et le monde industriel sont proposés aux élèves pendant leur formation : par exemple, un projet d'industrie 4.0, un Challenge Innovation avec des problématiques d'entreprises, ou une compétition de robotique.

## Structure
L'école est installée sur le campus de Ker Lann.

## Vie étudiante
L'école héberge 15 associations étudiantes déclarées. Elles disposent d'un espace dédié dans l'école pour leurs projets : mécanique, projets solidaires, ou événements publics comme une conférence TEDxECAMRennes ou un festival de musique. La cafétéria est gérée par une association étudiante.
BDE Jo'Kers est une association qui regroupe des étudiants des différentes écoles du Campus de Ker Lann,.

## Personnalités liées à l'école

### Directeurs de l'école
| Nom                   | période     |
| --------------------- | ----------- |
| Louis Bouan           | 1991 - 2008 |
| Jean Vimal du Monteil | 2008 - 2015 |
| Hubert Maitre,        | depuis 2015 |